# Laasirahu
Laasirahu est une île d'Estonie.